# Storena petropolitana
Storena petropolitana är en spindelart som beskrevs av Cândido Firmino de Mello-Leitão 1922. 
Storena petropolitana ingår i släktet Storena och familjen Zodariidae. Inga underarter finns listade i Catalogue of Life.